# Treron pompadora
Treron pompadora é uma espécie de ave pertencente à família dos columbídeos, encontrado no Sri Lanka.
Seu nome popular em língua inglesa é Sri Lanka green pigeon.